# 韩锡正
韩锡正（？—），男，中华人民共和国政治人物，曾任河北省财政厅厅长，国有重点大型企业监事会主席。